# Parcs nationaux en Angleterre-et-Galles

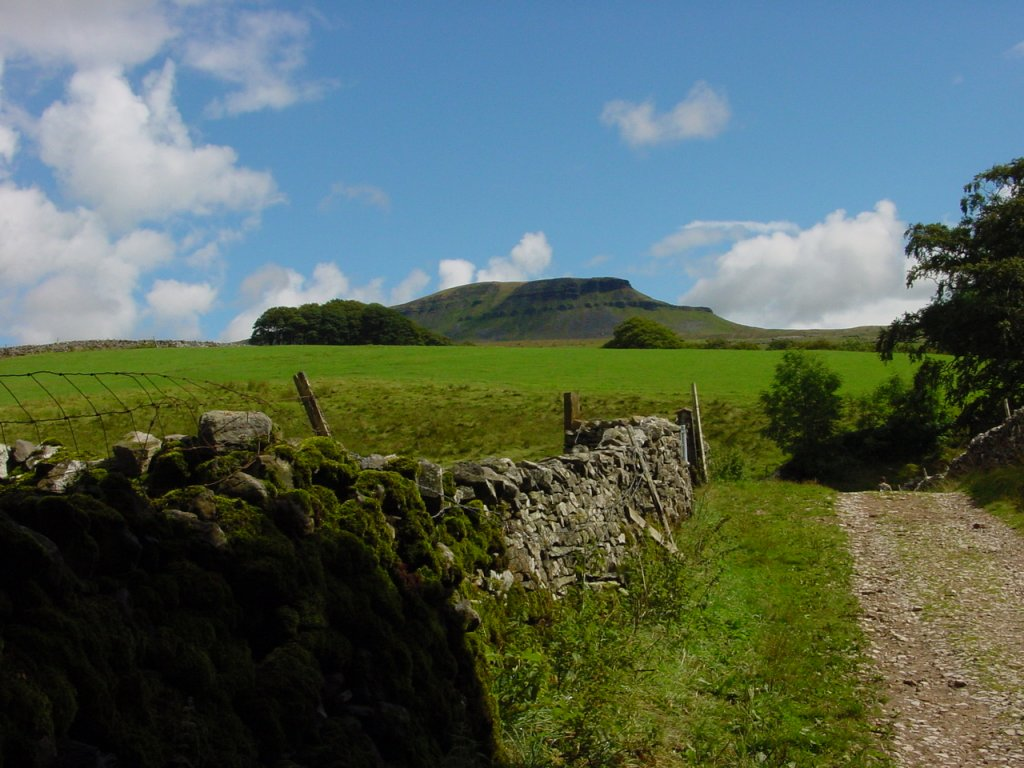
Chemin montant vers Pen y Ghent (694 m), l'un des « trois pics » du parc national des Yorkshire Dales

Les parcs nationaux en Angleterre-et-Galles sont des régions relativement peu développées et offrant des paysages de qualité qui sont désignées sous les termes de la Loi sur les parcs nationaux et l'accès aux campagnes (National Parks and Access to the Countryside Act) de 1949. Malgré leur nom, les parcs nationaux en Angleterre-et-Galles se distinguent entièrement de ceux de beaucoup d'autres pays, où les parcs nationaux sont possédés et gérés par le gouvernement comme une ressource commune protégée et où des communautés humaines permanentes ne font pas partie du paysage. En Angleterre et au pays de Galles, la désignation comme parc national peut inclure des communautés humaines et des usages du sol importants et qui sont souvent partie intégrante du paysage, et la terre dans un parc national reste essentiellement propriété privée.
Il y a actuellement 13 parcs nationaux en Angleterre et au pays de Galles. La région anglaise des South Downs a été désignée comme parc national en mars 2010. Chaque parc est géré par sa propre administration (National Park Authority), avec deux « buts statutaires » :
- préserver et mettre en valeur la beauté naturelle, la faune et le patrimoine culturel de la région et
- faciliter la compréhension et l'appréciation des spécificités du parc par le public.

Environ 110 millions de visiteurs fréquentent les parcs nationaux d'Angleterre et du pays de Galles chaque année. Les activités de loisirs et le tourisme apportent des fonds aux parcs pour soutenir leurs efforts de conservation et aider la population locale par la création d'emplois. Les visiteurs apportent aussi des problèmes, tels que l'érosion et l'encombrement des routes, ainsi que des conflits sur l'utilisation des ressources des parcs.

## Histoire

### Campagne sauvage

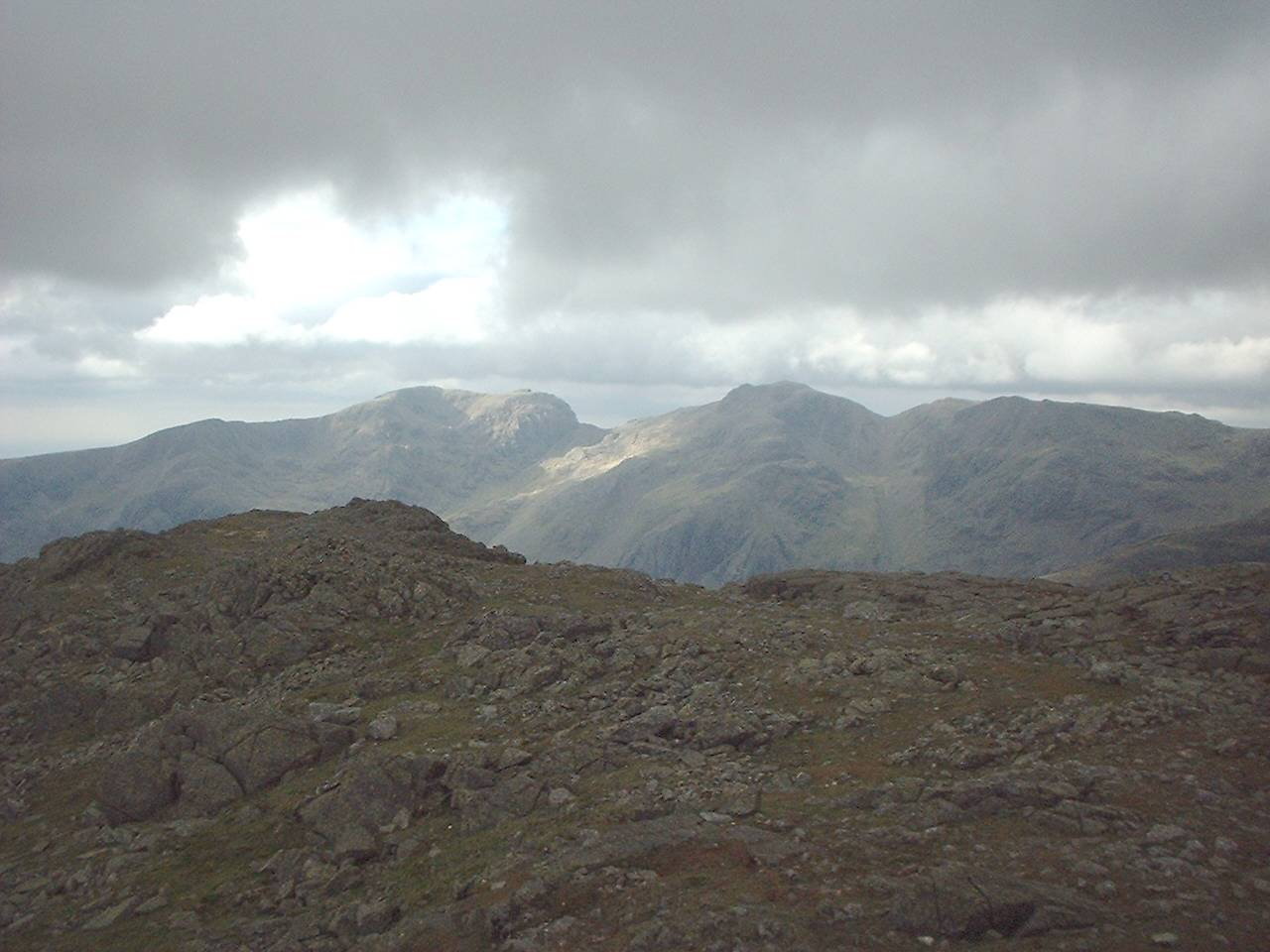
Sca Fell (à gauche) et Scafell Pike (à droite) dans le parc national du Lake District, vu depuis Crinkle Crags.

Des témoignages archéologiques datant de la préhistoire britannique indiquent que les zones ayant actuellement le statut de parc national ont dans le passé été occupées par l'homme, et ce, depuis l'âge de la pierre (soit il y a près de 5 000 ans) et dans certains cas beaucoup plus tôt.
Avant le XIXe siècle, les zones les plus reculées étaient souvent considérés comme non civilisées et dangereuses. En 1725, Daniel Defoe décrivait la région du High Peak comme étant « la plus désolée, la plus sauvage et la plus abandonnée de toute l'Angleterre ». Cependant, au début du XIXe siècle, les poètes romantiques tels que Byron, Coleridge et Wordsworth écrivirent sur la beauté « sauvage » de la campagne. À cet égard, Wordsworth décrivait notamment, en 1810, le Lake District comme « une sorte de propriété nationale dans laquelle chaque homme a droit et intérêt à avoir un œil pour percevoir et un cœur pour apprécier. » Cette vision d'avant-garde a pris plus d'un siècle et soulevé beaucoup de controverses avant de prendre forme juridiquement au Royaume-Uni avec la création des parcs nationaux et des accès aux campagnes, en 1949.
L'idée de la création de parcs nationaux fut proposée pour la première fois aux États-Unis dans les années 1860, où des parcs nationaux furent créés afin de protéger les zones sauvages, tels que le parc national de Yosemite. Depuis lors, ce modèle a été utilisé dans de nombreux autres pays, à l'exception du Royaume-Uni. Après des milliers d'années d'intégration humaine dans le paysage, la Grande-Bretagne manquait de zones naturelles sauvages. Par ailleurs, les espaces naturels, si chers aux poètes romantiques, n'ont bien souvent été gérés et maintenus dans leur état actuel que par l'activité humaine, et notamment par l'agriculture.

### Le soutien du gouvernement
Au début des années 1930, l'accroissement de l'intérêt du public pour les campagnes, conjuguée à la croissance et à la mobilité accrue des populations urbaines, génèra de plus en plus de frictions entre ceux qui cherchaient à avoir accès à la campagne et les propriétaires terriens. Parallèlement aux intrusions sauvages, telles que l'intrusion massive sur le plateau de Kinder Scout, plusieurs organismes bénévoles prirent fait et cause pour promouvoir le libre accès du public au sein des sphères politiques.

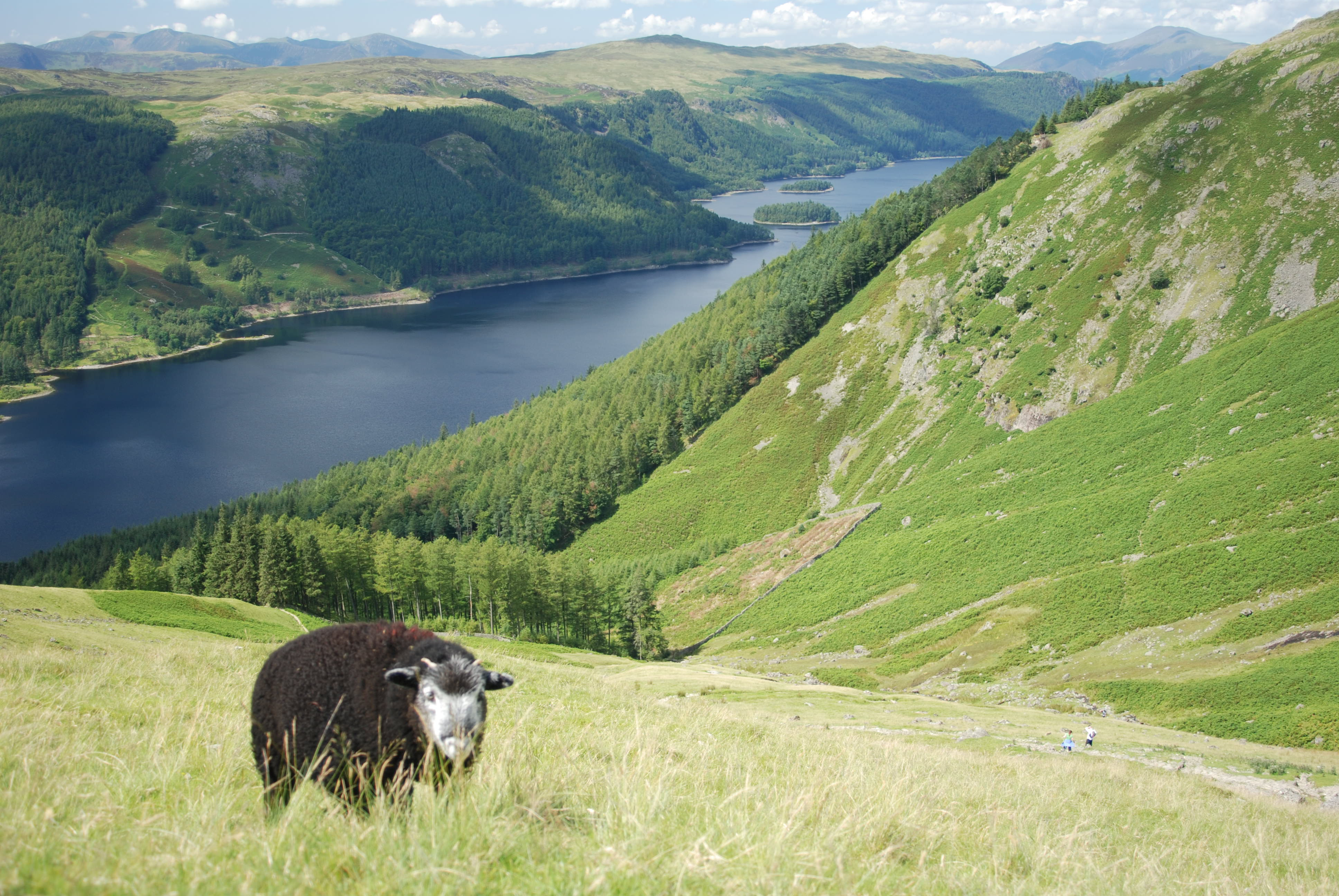
Prairies verdoyantes typiques du parc national du Lake District.

En 1931, Christopher Addison présida un comité gouvernemental. Celui-ci proposa la création d'une « Autorité des parcs nationaux » qui choisirait les zones amenées à devenir des parcs nationaux. Un système de réserves nationales et de sanctuaires naturels fut proposé: 
« (I) pour la sauvegarde des zones d'intérêt naturel exceptionnel contre le développement désordonné et la spoliation, (II) afin d'améliorer les moyens d'accès piétonniers aux zones de beauté naturelle et (III) pour promouvoir des mesures en faveur de la protection de la faune et de la flore. »
Cependant, aucune action ne fut entreprise après les élections générales de 1931.
Le Comité permanent des parcs nationaux se réunit pour la première fois le 26 mai 1936 pour porter le dossier de la création des parcs nationaux auprès du gouvernement britannique. Après la Seconde Guerre mondiale, le parti travailliste proposa la création de parcs nationaux dans le cadre de la reconstruction d'après-guerre. Un rapport de John Dower, secrétaire du Comité permanent sur les parcs nationaux, adressé au ministre de l'Aménagement du territoire en 1945, fut suivi en 1947 par une commission gouvernementale. Cette commission présidée par Sir Arthur Hobhouse élabora une législation nationale pour les parcs nationaux et proposa une liste de douze sites. Hobhouse déclara à propos du critère de désignation des zones susceptibles d'être érigées en parc national :
« Les conditions essentielles que doit remplir un parc national, c'est qu'il doit avoir une grande beauté, un grand intérêt au niveau des activités récréatives de plein air et une possibilité d'extension substantielle. En outre, la répartition des zones sélectionnées doit autant que possible être telle qu'au moins une d'entre elles soit rapidement accessible depuis chacun des principaux centres de population d'Angleterre et du pays de Galles. Enfin, il est utile de prévoir une variété et une grande diversité dans les paysages. On aurait tort de confiner le choix des parcs nationaux aux zones de montagne plus accidentées et aux landes, et d'exclure les autres districts qui, bien que moins remarquables par leur grandeur et leur état sauvage, ont leur propre beauté et une grande valeur récréative. »

### La loi sur les parcs nationaux et l'accès aux campagnes

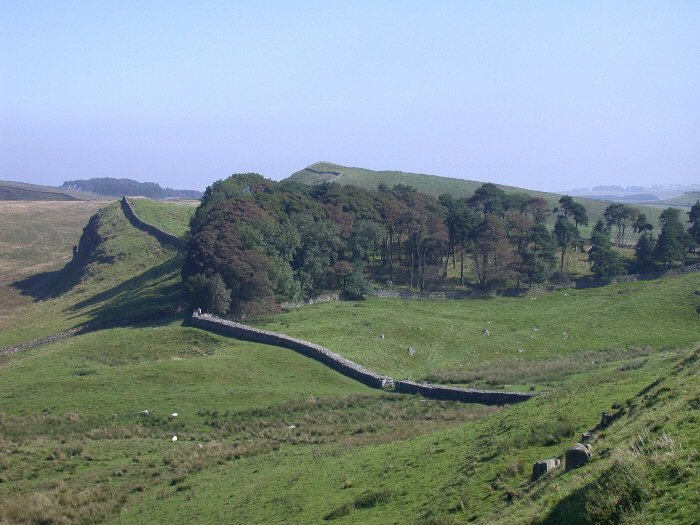
Le mur d'Hadrien dans le parc naturel du Northumberland.

La loi sur les parcs nationaux et l'accès aux campagnes (National Parks and Access to the Countryside Act) fut adoptée par tous les partis en 1949. Les dix premiers parcs nationaux à avoir été désignés comme tels dans les années 1950 étaient le plus souvent des terres de mauvaise qualité agricole. Les terres appartenaient encore souvent à des propriétaires privés, mais aussi à des organismes publics (à la Couronne, par exemple) ou qui permettent à des organismes de bienfaisance (tels que le National Trust) d'en encourager l'accès. L'accessibilité depuis les villes a également été un critère important lors de ce choix initial.
D'autres régions ont également été examinées : par exemple, des parties de la côte de Cornouailles ont été considérées pour le statut de parc national dans les années 1950, mais ont été jugées trop disparates pour former un seul parc national cohérent. Elles seront finalement désignées plutôt comme une région de beauté naturelle exceptionnelle (Area of Outstanding Natural Beauty). Le nord des Pennines a aussi été examiné comme parc national potentiel dans les années 1970, mais la proposition a été jugée administrativement trop difficile car la zone était administrée par cinq conseils communautaires différents.

### Développements ultérieurs
La région des Broads en East Anglia n'est pas au sens strict un parc national, car elle est dirigée par une autorité indépendante, la Broads Authority, qui a été mise en place par une loi du Parlement en 1988. Par ailleurs, la conservation des Broads est subordonnée aux préoccupations de navigation (voir le principe de Sandford ci-dessous). Cependant, cette région est généralement considérée comme « équivalente » à un parc national.
La région de New Forest a été désignée comme parc national le 1er mars 2005.
Un nouveau parc national a été proposé dans les South Downs et a reçu le soutien du gouvernement en septembre 1999. Les South Downs sont la dernière des douze zones retenues dans le rapport de Hobhouse de 1947 qui ne soit pas encore un parc national. En février 2005, une enquête publique s'est tenue pour décider des limites de ce parc. L'enquête s'est déroulée sur une période de 90 jours, en 2004, avant d'être officiellement close le 23 mars 2005. Le Defra a rendu public les résultats de la consultation publique le 2 juillet 2007. Le mouvement Campaign to Protect Rural England a mené une campagne pour que les South Downs reçoivent le statut de parc national. Ce statut a été finalement accordé le 31 mars 2009, après 60 ans d'attente.

## L'organisation

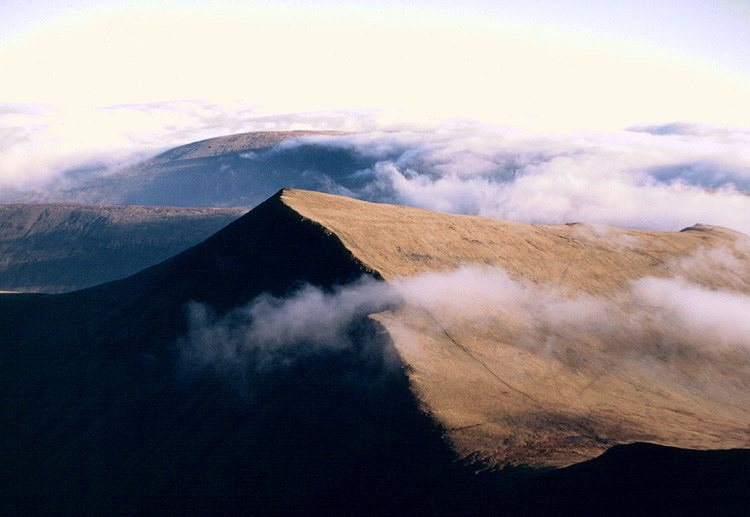
Le parc national de Brecon Beacons, vu depuis le sommet du Pen Y Fan (886 m) en direction du Cribyn (795 m).

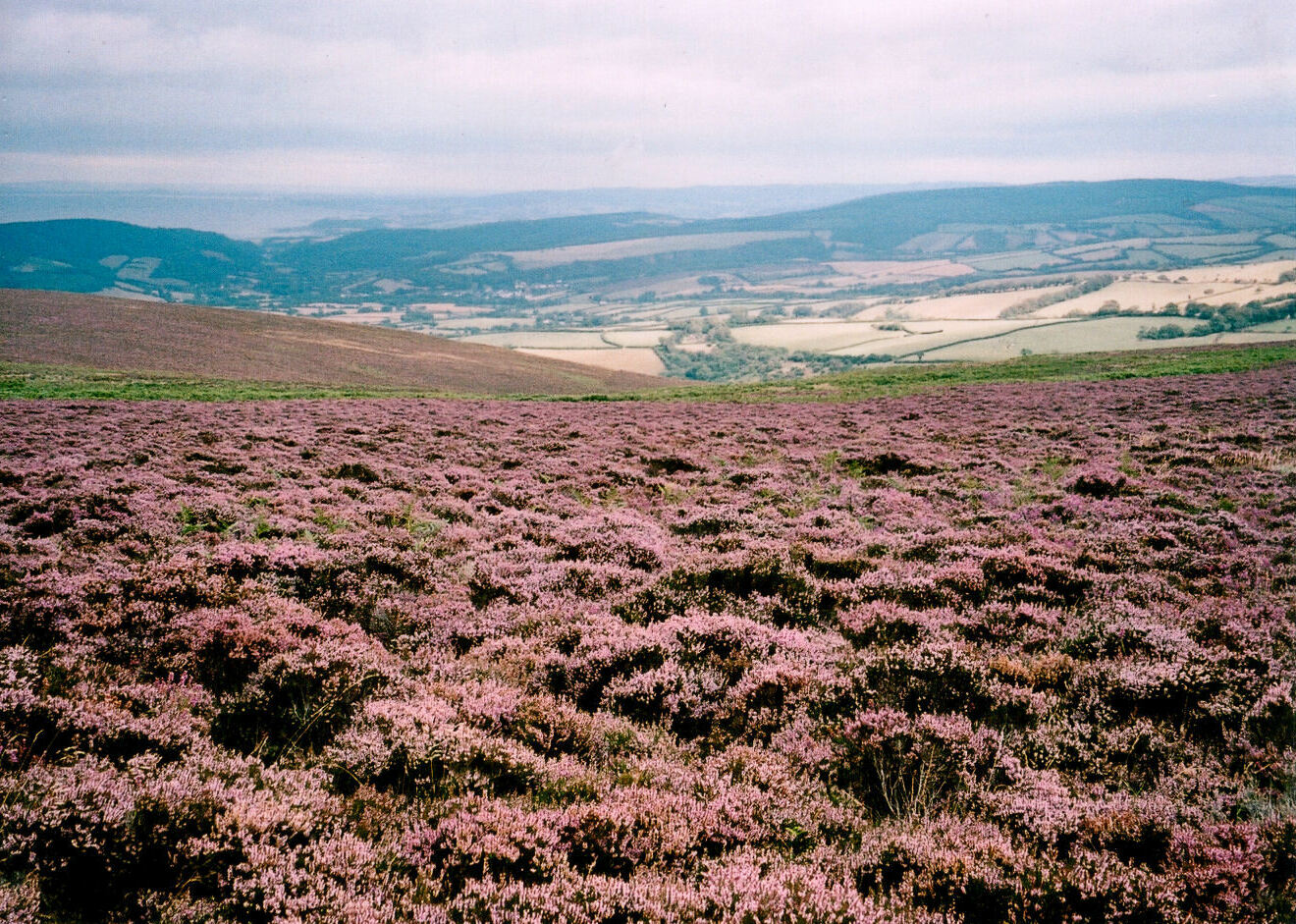
Champ de bruyère dans le parc national d'Exmoor.

Depuis avril 1997, à la suite de la loi sur l'environnement (Environment Act) de 1995, chaque parc national se gère de manière autonome. Auparavant, ils étaient tous régis par les conseils de Comtés, à l'exception de Peak District et de Lake District. Ces deux parcs, les premiers à avoir été créés, étaient soumis à un conseil de planification indépendant des conseils locaux.
Chaque autorité de parc est tenue de réaliser deux « objectifs contractuels » : 
1. conserver et promouvoir la beauté de la nature, la faune et l'héritage culturel de la région,
2. promouvoir une meilleure compréhension et une meilleure appréciation de la qualité des parcs par le public.

Ces deux objectifs peuvent parfois entrer en conflit : dans ce cas, en vertu du « principe de Sandford », la conservation est prioritaire. Ce principe a été formalisé juridiquement a posteriori par l'article 62 de la loi sur l'environnement de 1995. En plus de ces objectifs, les autorités des parcs nationaux ont également le devoir de promouvoir le bien-être social et économique des communautés locales.
Un peu plus de la moitié des membres de chaque autorité de parc national est nommée par les autorités locales sur le territoire desquelles se situent les parcs. Le reste des membres est nommé par le Secrétaire d'État à l'environnement, à l'alimentation et aux affaires rurales soit pour représenter les conseils paroissiaux locaux, soit aussi pour représenter les « intérêts nationaux ». Le conseil du parc de Broads comprend également des membres nommés par la Countryside Agency (dont le but est d'améliorer la qualité de vie dans les campagnes), English Nature (agence qui promeut la préservation de la faune et de la flore), l'autorité portuaire de Great Yarmouth et l'Agence pour l'environnement. Ces conseils de parcs sont soumis à un mécanisme de contrôle similaire à celui qui s'applique aux conseils locaux.
Le financement des parcs nationaux est complexe, mais le coût total de chaque parc est essentiellement financé par des fonds gouvernementaux. Dans le passé, le financement était en partie pris en charge par les autorités locales, les sommes leur étant ensuite reversées à des degrés divers par le gouvernement. En 2003-2004, les autorités de parcs ont reçu environ 35,5 millions de livres de financement par le gouvernement.
La Countryside Agency et le Countryside Council du pays de Galles sont les organismes responsables de la désignation de nouveaux parcs nationaux, sous réserve d'approbation par le Secrétaire d'État. Les autorités des parcs se sont regroupées au sein d'une association (la Association of National Park Authorities) pour traiter d'une seule voix avec le gouvernement et ses agences. Le conseil des parcs nationaux est un organisme de bienfaisance qui travaille pour protéger et améliorer les parcs nationaux d'Angleterre et du pays de Galles.

## La planification
Les autorités des parcs nationaux agissent en tant qu'autorités d'aménagement à long terme et local pour leur région. Elles sont chargées du respect de l'aménagement des espaces dans le cadre de l'aménagement du territoire, qui passe notamment par la délivrance des permis de construire. Ceci leur donne un contrôle direct tout à fait considérable sur le développement industriel et résidentiel, sur la conception des bâtiments et des autres structures, ainsi que sur des questions stratégiques telles que l'extraction de minerai.
Le pouvoir de planification des autorités des parcs nationaux diffère peu de celui des autres autorités. Cependant, les politiques menées et leur interprétation sont plus strictes qu'ailleurs. Ceci est soutenu et encouragé par le gouvernement qui considère : 
« la désignation en tant que parc national comme le plus haut niveau de protection pour les paysages et la beauté naturelle. »

## Les conflits

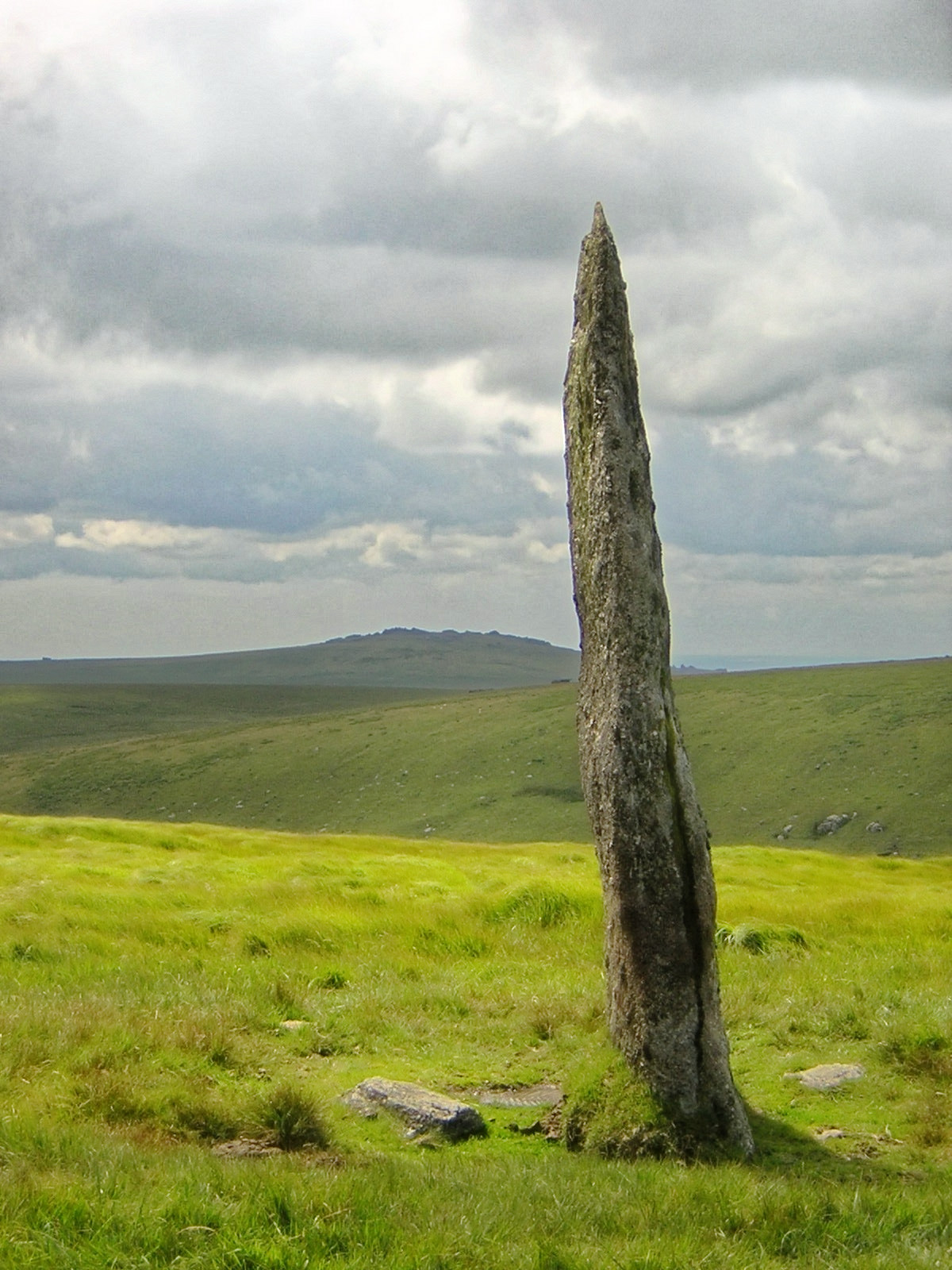
Beardown Man, menhir préhistorique dans le parc de Dartmoor, théâtre du célèbre roman Le Chien des Baskerville, l'une des plus célèbres aventures de Sherlock Holmes écrite par Arthur Conan Doyle.

Les autorités des parcs nationaux ont deux rôles : conserver et améliorer le parc, et en promouvoir l'accès auprès des visiteurs. Ces deux objectifs créent de fréquents conflits entre les intérêts divergents des différents groupes. On estime que les parcs nationaux d'Angleterre et du pays de Galles reçoivent 110 millions de visiteurs chaque année. Bien que les activités de loisirs et le tourisme apportent de nombreux bénéfices à une région, elles apportent également un certain nombre de problèmes. Le financement accordé aux organismes des parcs nationaux s'explique en grande partie par la prise en compte des difficultés supplémentaires amenées par ces conflits.
Encombrement des villages et des sites pittoresquesLes sites les plus populaires attirent un grand nombre de visiteurs, provoquant la surcharge des parkings, l'engorgement des routes, des installations et des locaux surexploités (en particulier les dimanches d'été et les jours fériés. On peut notamment citer les exemples des zones à proximité de Keswick dans le parc national de Lake District ou encore Buxton et Bakewell dans celui de Peak District.
ÉrosionLa marche et l'utilisation des voies de passage publiques (rights of way) sont les deux activités qui rendent les parcs nationaux extrêmement populaires. Le fait que certains chemins soient empruntés massivement conduit à leur érosion accélérée, alors que leur renforcement les rendrait inesthétiques. En particulier, les promenades organisées provoquent une usure importante des chemins, tout comme les randonnées proposées dans des livres ou des revues, la pratique de l'équitation sur des sentiers non préparés ou encore l'utilisation de véhicules tout-terrain. Le surpâturage des moutons sur les collines et les landes peut également réduire la végétation, aggravant ainsi l'érosion.
Dommages causés à la faune sauvageLa faune peut être perturbée par la forte fréquentation de certaines zones des parcs qui sont ouvertes au public. Les landes et les bassins crayeux sont vite menacés par une utilisation régulière, et de nombreuses années sont nécessaires avant que la nature ne reprenne ses droits. Les oiseaux de marais en particulier nichent et se reposent à-même le sol et sont donc particulièrement sensibles. Les courses d'orientation, le VTT et le deltaplane sont des activités susceptibles de perturber les oiseaux nicheurs.
Dommages causés aux terres agricolesLe piétinement de l'herbe des prairies réduit la quantité des réserves de fourrage d'hiver pour les animaux d'élevage. Les marcheurs qui s'écartent des sentiers passent par-dessus les clôtures ou les murs de pierre sèche plutôt que de rechercher les échaliers qui jalonnent le parcours des sentiers. Des moutons peuvent également être blessés ou même tués par des chiens qui ne sont pas tenu sous un contrôle approprié (problématique en particulier pendant les périodes d'agnelage).
PropretéDes détritus de toutes sortes font leur apparition sur les sites des parcs nationaux. Outre le fait que cela soit disgracieux visuellement, cette pollution peut causer des dommages aux élevages et aux animaux sauvages. Le verre cassé peut être dangereux pour les personnes et être une cause possible d'incendie, car il concentre les rayons du soleil. Ces risques existent surtout dans les landes telles que celles d'Exmoor, ou dans Peak District et North York Moors.
Déplacement des populations localesLes boutiques de souvenirs et les cafés qui permettent de répondre aux besoins des touristes sont souvent plus rentables que les magasins vendant des marchandises à la population locale (comme les bouchers ou les boulangers). Dans certains villages où les touristes sont majoritaires et où il y a peu de commerces de restauration, les habitants peuvent se sentir envahis par les touristes. Les maisons sont souvent très coûteuses dans certains villages étant donné la forte demande en résidences secondaires ou en maisons de vacances par les entreprises de locations saisonnières, ce qui les rend inabordables pour les populations locales. Cela pose un problème en particulier dans les zones situées à proximité des grandes villes, telles que Peak District, Lake District, Yorkshire Dales et New Forest.
Conflits entre usagersCertaines activités des parcs nationaux peuvent interférer entre elles. Par exemple, l'utilisation de bateaux à grande vitesse provoque des nuisances sonores et des conflits avec d'autres usagers qui voguent en bateau à voile, en canoë ou qui nagent. Un arrêté municipal controversé imposant une limite de vitesse à 10 milles par heure (environ 16 km/h) est entré en vigueur sur le lac Windermere, le 29 mars 2005. La nouvelle limite de vitesse interdit de facto les bateaux à grande vitesse et le ski nautique dans le parc de Lake District. Sur les seize grands lacs de Lake District, seuls ceux de Windermere, Coniston Water, Derwentwater et Ullswater possèdent une réglementation publique de la navigation. Une limite de vitesse avait en effet déjà été imposée dans les trois derniers, dans les années 1970 et 1980.

## Liste des parcs nationaux
Début 2005, environ 9,3 % de la superficie d'Angleterre-et-Galles était constituée par des parcs nationaux. L'adjonction des parcs de South Downs et de New Forest porterait ce pourcentage à 10,7 %. Par ailleurs, les trois parcs nationaux du pays de Galles couvrent environ 20 % de sa superficie.
| \| Nᵒ \| Parc national \| Depuis \| Superficie (en km2) \| \| ---- \| ------------------------------------------------ \| ------------- \| ------------------- \| \| 1 \| Peak District \| 1951 \| 1 438 km2 \| \| 2 \| Lake District \| 1951 \| 2 292 km2 \| \| 3 \| Snowdonia (Eryri en gallois) \| 1951 \| 2 142 km2 \| \| 4 \| Dartmoor \| 1951 \| 956 km2 \| \| 5 \| Pembrokeshire Coast (Arfordir Penfro en gallois) \| 1952 \| 620 km2 \| \| 6 \| North York Moors \| 1952 \| 1 436 km2 \| \| 7 \| Yorkshire Dales \| 1954 \| 1 769 km2 \| \| 8 \| Exmoor \| 1954 \| 693 km2 \| \| 9 \| Northumberland \| 1956 \| 1 049 km2 \| \| 10 \| Bannau Brycheiniog (Brecon Beacons en anglais) \| 1957 \| 1 351 km2 \| \| 11 \| Broads \| 1988 \| 303 km2 \| \| 12 \| New Forest \| 2005†[Quoi ?] \| 580 km2 \| \| [13] \| South Downs \| avril 2010 \| 1 641 km2 \| \| \| Total \| \| 14 629 km2 \| \| \| Total projeté \| \| 16 270 km2 \| |                                                  |               |                     |
| Nᵒ | Parc national                                    | Depuis        | Superficie (en km2) |
| 1 | Peak District                                    | 1951          | 1 438 km2           |
| 2 | Lake District                                    | 1951          | 2 292 km2           |
| 3 | Snowdonia (Eryri en gallois)                     | 1951          | 2 142 km2           |
| 4 | Dartmoor                                         | 1951          | 956 km2             |
| 5 | Pembrokeshire Coast (Arfordir Penfro en gallois) | 1952          | 620 km2             |
| 6 | North York Moors                                 | 1952          | 1 436 km2           |
| 7 | Yorkshire Dales                                  | 1954          | 1 769 km2           |
| 8 | Exmoor                                           | 1954          | 693 km2             |
| 9 | Northumberland                                   | 1956          | 1 049 km2           |
| 10 | Bannau Brycheiniog (Brecon Beacons en anglais)   | 1957          | 1 351 km2           |
| 11 | Broads                                           | 1988          | 303 km2             |
| 12 | New Forest                                       | 2005†[Quoi ?] | 580 km2             |
| [13] | South Downs                                      | avril 2010    | 1 641 km2           |
| | Total                                            |               | 14 629 km2          |
| | Total projeté                                    |               | 16 270 km2          |